# Magnetizace (veličina)
Magnetizace (někdy také nazývána magnetická polarizace (stejně jako odlišná veličina níže) nebo hustota magnetického dipólového momentu) je vektorová fyzikální veličina, charakterizující magnetické vlastnosti látkového prostředí, vystaveného vnějšímu magnetickému poli. Magnetizace představuje objemovou hustotu magnetického dipólového momentu v prostředí.
Značka: {\displaystyle M}
Jednotka SI: ampér na metr, značka A/m (jiným zápisem A·m−1).

## Definice
Magnetizace je definována v soustavě SI pomocí makroskopických veličin magnetického pole – magnetické indukce {\displaystyle {\boldsymbol {B}}} a intenzity magnetického pole {\displaystyle {\boldsymbol {H}}} vztahem:
{\displaystyle {\boldsymbol {M}}={\frac {1}{\mu _{0}}}{\boldsymbol {B}}-{\boldsymbol {H}}},
kde {\displaystyle \mu _{0}} je permeabilita vakua.

## Zavedení a jeho motivace

### Historický přístup
Za zdroj magnetického pole byla dříve považována obdoba elektrického náboje, zvaná magnetické množství, a za hlavní vektorovou veličinu magnetického pole byla považována intenzita magnetického pole. Popis magnetického pole byl proto strukturován stejně jako elektrostatika. Jako přesná analogie vztahu pro elektrickou indukci:
{\displaystyle {\boldsymbol {D}}=\varepsilon _{0}{\boldsymbol {E}}+{\boldsymbol {P}}}
byl pro magnetickou indukci zaveden vztah:
{\displaystyle {\boldsymbol {B}}=\mu _{0}{\boldsymbol {H}}+{\boldsymbol {J}}}
a nová veličina {\displaystyle \mathbf {J} } byla analogicky k veličině elektrická polarizace nazvána magnetická polarizace. Magnetizace se od ní lišila jen univerzálním koeficientem:
{\displaystyle {\boldsymbol {M}}={\frac {1}{\mu _{0}}}{\boldsymbol {J}}}.
Dosazením a jednoduchou úpravou pak vznikne definiční vztah pro magnetizaci.

### Přístup současné makroskopické elektrodynamiky
Vycházejíc z relativistického přístupu, který magnetismus odhalil jako relativistický efekt elektrického působení, považuje současná makroskopická elektrodynamika za hlavní vektorovou veličinu magnetického pole magnetickou indukci a za zdroje magnetického pole pohybující se elektrické náboje, tedy zpravidla elektrické proudy. Také vnitřní magnetické projevy látek tak popisuje pomocí mikroskopických proudů. Tzv. magnetizační proudy jsou tedy mikroskopické uzavřené proudy, které jsou původcem magnetických dipólových momentů částic ve struktuře látky. (Magnetizačními proudy se tradičně popisuje i dipólový moment elementárních částic daný jejich nábojem a spinem, přestože ztotožnění kvantově mechanického spinu s „rotací“ částice je nesprávné a zavádějící. Pro makroskopickou elektrodynamiku je však tento model vyhovující.)
Vzhledem k uzavřenosti lze hustotu magnetizačních proudů vyjádřit jako rotaci vektorové veličiny, kterou je právě magnetizace:
{\displaystyle {\boldsymbol {j}}=\nabla \times {\boldsymbol {M}}}.
Současná makroskopická elektrodynamika si je vědoma i omezení, které s sebou koncepce zavedení magnetizace nese: Rozdělení vázaných elektrických proudů (tedy mikroskopických proudů spojených s vázanými částicemi látky) na (neuzavřené) polarizační a (uzavřené) magnetizační proudy přestává mít smysl pro rychle proměnná (vysokofrekvenční) elektromagnetická pole; u rychlých změn nelze již mikroskopické proudy považovat za uzavřené. Namísto magnetizace je pak nutno použít popis pomocí zobecněné elektrické polarizace.

## Vlastnosti
Magnetizace představuje objemovou hustotu magnetického (Ampérova) dipólového momentu {\displaystyle \mathbf {m} } v prostředí:
{\displaystyle {\boldsymbol {M}}={\frac {\mathrm {d} {\boldsymbol {m}}}{\mathrm {d} V}}}, resp. {\displaystyle {\boldsymbol {m}}=\int _{V}{\boldsymbol {M}}\,\mathrm {d} V},
kde naznačená derivace a integrace se bere v tzv. makroskopickém smyslu, tedy limitní proces končí na elementech objemu, ve kterých se ještě neprojevuje částicová struktura látek. Pro magnetikum homogenní v daném objemu {\displaystyle V}, jehož magnetický dipólový moment je tvořen stejnými elementárními dipóly s momentem {\displaystyle {\boldsymbol {\mu }}}, lze vztah pro magnetizaci přepsat do jednoduchého tvaru:
{\displaystyle {\boldsymbol {M}}={\frac {\textstyle \sum _{(V)}{\boldsymbol {\mu }}}{V}}=n_{0}{\boldsymbol {\mu }}},
kde {\displaystyle n_{0}} je početní objemová hustota nositelů elementárních magnetických dipólů.
V lineárním magnetiku lze permeabilitu prostředí považovat za nezávislou na velikosti magnetického pole, závislost mezi magnetickou indukcí a intenzitou magnetického pole je lineární:
{\displaystyle {\boldsymbol {B}}=\mu {\boldsymbol {H}}=\mu _{0}\mu _{r}{\boldsymbol {H}}=\mu _{0}(1+\chi _{\mathrm {m} }){\boldsymbol {H}}}.
Proto i závislost magnetizace na intenzitě magnetického pole je lineární:
{\displaystyle {\boldsymbol {M}}=\chi _{\mathrm {m} }{\boldsymbol {H}}},
kde koeficient {\displaystyle \chi _{\mathrm {m} }} charakterizující magnetické vlastnosti prostředí se nazývá magnetická susceptibilita.
U paramagnetik, ferimagnetik a feromagnetik magnetizace závisí na veličině pole, tedy magnetické indukci, nelineárně a tedy permeabilita prostředí a magnetická susceptibilita nejsou konstantami, ale také závisí na velikosti pole. Je tomu tak proto, že do tzv. meze nasycení dochází ke změně orientace elementárních magnetických dipólů látkového prostředí do směru působícího pole, překročí-li vnější pole tuto mez, jsou již všechny dipóly takto orientovány a ke změně magnetizace již dochází jinými mechanismy. U magneticky tvrdých feromagnetických látek navíc i při absenci vnějšího pole zůstává spontánní zbytková magnetizace a závislost magnetické indukce na intenzitě magnetického pole proto vytváří tzv. hysterezní křivku.

## Příbuzné veličiny
Vedle magnetizace se (zpravidla z historických důvodů) někdy zavádí podobná veličina magnetická polarizace.